# 1909年中国
| 中国历史 / 中国历史年表                                                                                                   |
| 世紀： 19世纪中国 / 20世纪中国 / 21世纪中国                                                                               |
| 年代： 1870年代中国 / 1880年代中国 / 1890年代中国 / 1900年代中国 / 1910年代中国 / 1920年代中国 / 1930年代中国             |
| 年份： 1905年中国 / 1906年中国 / 1907年中国 / 1908年中国 / 1909年中国 / 1910年中国 / 1911年中国 / 1912年中国 / 1913年中国 |
| 纪年： 己酉年（鸡年） |

## 大事記

### 1月
- 1月2日——袁世凱權勢膨脹，遭攝政王載灃嫉恨，是日清廷諭軍機大臣、外務部尚書袁世凱現患足疾，命其着即開缺，回籍養疴[1]:137。
- 1月3日——清廷以梁敦彥署理外務部尚書、會辦大臣，1月23日實授為外務部尚書、會辦大臣[1]:137。
- 1月18日——容閎父子與美國人艾倫晤談，雙方對康有為表示不滿，決定贊助孫中山實現其理想與計劃，容閎提出援助500萬美元、10萬支槍、1億發子彈之「中國紅龍計劃」[1]:138。
- 1月19日——專使美國大臣唐紹儀由美國啟行回中國[1]:138。
- 1月22日——清廷以大學士那桐為軍機大臣，外務部右侍郎梁敦彥為外務部尚書、會辦大臣；《女報》在上海創刊，陳志群、謝震為主編，以「提倡中國女學，扶植東亞女權」為宗旨[1]:139。
- 1月27日——出使美國大臣伍廷芳電外務部，告以革命黨由美國運炸藥回中國希圖舉事，請密飭嚴防[1]:139。

### 2月
- 2月1日——外務部照會俄公使薩因圖，要求贖回東清鐵路自行管理，2月3日俄使覆照稱，須奏明國主，交各部會議，方可定奪；第二次萬國禁煙會在上海開幕，英、美、法、德、日、俄等12國與會，發起國美國勃倫脱主教主席，清廷派端方為代表大臣出席並發表演説，通過逐步禁吸鴉片等議決案，2月26日大會閉幕[1]:139。
- 2月5日——各省諮議局舉行初選[1]:140。
- 2月8日——清廷命郵傳部尚書陳璧革職，以鑲紅旗漢軍都統李殿林署郵傳部尚書[1]:140。
- 2月9日——清廷以東三省總督徐世昌為郵傳部尚書，調雲貴總督錫良為欽差大臣、東三省總督兼管三省將軍事務，以前廣西巡撫李經羲為雲貴總督，未到任前以布政使沈秉堃暫行護理，錫良、李經羲均着迅速來北京陛見[1]:140。
- 2月10日——清廷從外務部奏，批准《中美公斷專約》[1]:140。
- 2月11日——清廷派雲南交涉使高而謙前往廣東同葡萄牙國所派之員辦理澳門勘界事宜[1]:140。
- 2月13日——清廷頒孝欽顯皇后（慈禧太后）謚號曰：孝欽慈禧端佑康頤昭豫莊誠壽恭欽獻崇熙配天聖顯皇后[1]:140。
- 2月17日——清廷命各省一律舉行諮議局選舉，俾可依限開辦資政院[1]:141。
- 2月19日——清廷頒詔景皇帝（德宗）謚號曰「同天崇運大中至正經文緯武仁孝睿智端寬勤景皇帝」，廟號「德宗」[1]:141。
- 2月24日——孫中山派胡漢民自新加坡赴仰光，籌措赴歐美旅費[1]:141。
- 2月25日——外務部電飭出使日本國大臣胡惟德商請日本外務省驅令孫中山出境[1]:141。

### 3月
- 3月2日——孫中山應黃興之請，致函慰謝日本人宮崎寅藏，並告以近接歐洲一名商來信，將赴歐商議經濟計劃[1]:141。
- 3月5日——孫中山致函同盟會緬甸分會會長莊銀安，介紹日本人島讓次加入同盟會[1]:142。
- 3月8日——外務部電廣東、廣西、雲南、貴州各省督撫稱，孫中山由日本運槍萬餘支經緬甸潛到雲南廣西，速飭嚴密稽查，認真防範[1]:142。
- 3月13日——出使日本大臣胡惟德電外務部，請示應否雇密探跟踪革命黨，3月15日外務部電覆胡惟德，囑應繼續雇密探偵查[1]:142。
- 3月14日——兩廣總督張人駿電外務部稱，東沙島為日商西澤私據，請與日使交涉商令撤回[1]:142。
- 3月17日——孫中山自新加坡致函鄧澤如，告以為借款及外交兩事將往歐洲一游，南洋黨務托諸胡漢民經理[1]:142。
- 3月25日——孫中山致函張永福、陳楚楠，請速改良《中興日報》，成立有限公司[1]:142-143。
- 3月28日——憲政編查館奏准《大清國籍條例》，凡五章24條[1]:143。

### 4月
- 4月2日——西寧辦事大臣慶恕奏報，接達賴喇嘛文稱，如將呼圖克圖名號斥革，即速回藏，否則回藏即無定期[1]:143。
- 4月3日——四川總督趙爾豐致清廷電稱，聞達賴喇嘛聘俄教習，購俄軍火，請將其截留甘肅省，以消大患[1]:143。
- 4月6日——孫中山自新加坡致鄧澤如函，告以在新加坡窮困絕糧，請其從速籌300元滙來，以應燃眉之急；出使日本大臣胡惟德電告外務部，日本在延吉增設所謂間島事務官，4月9日外務部就此事照會伊集院提出抗議[1]:143-144。
- 4月8日——清廷諭飭設立貴冑法政學堂，派貝勒毓朗為總理[1]:144。
- 4月14日——伊集院覆照外務部，稱「間島」屬中屬韓「仍係未決之問題」，中國對日之要求如不讓步，則不能承認該地為中國領土[1]:144。
- 4月19日——前東三省總督徐世昌奏陳東三省危迫情形，主張採取開放政策，借債築路，廣招歐美商民，以打破日俄拓殖相持之局、內外合謀相濟，以固我邊疆[1]:144。

### 5月
- 5月6日——清廷命理藩部再行嚴催達賴喇嘛迅速啟程回藏，不得違延[1]:145。
- 5月9日——清廷以東三省總督錫良兼署奉天巡撫[1]:145。
- 5月10日——外務部尚書梁敦彥與俄國東清鐵路總辦廓索維慈在北京訂立《中俄東省鐵路公議會大綱》（即《東清鐵道內組織自治會預定協約》）[1]:146。
- 5月上旬——中國同盟會南洋支部根據孫中山建議，由新加坡遷至庇勝[1]:146。
- 5月11日——胡漢民赴香港，策應廣州新軍運動及擴充南方黨務，南洋支部事務由鄧澤如主持；清廷以前外務部左參議楊樞充出使比國大臣；外務部奏准西藏亞東、江孜、噶大克三處開埠設關[1]:146。
- 5月14日——張人駿電外務部稱，日領面交條款，承認東沙島為中國所屬，惟須予日人西澤以利益[1]:146。
- 5月15日——中國同盟會會員于右任在上海創刊《民呼日報》，以「實行大聲疾呼，為民請命」為宗旨，至8月14日終刊，共出版92期；學部奏准變通中小學課程，中學分為文科與實科，初小分完全科（五年畢業）及四年、三年畢業之簡易科[1]:146。
- 5月19日——孫中山自新加坡赴歐洲籌措革命經費[1]:146。孫中山自新加坡赴馬賽轉巴黎，在巴黎住了一個多月[2]:95。
- 5月23日——清廷以前黑龍江將軍程德全署奉天巡撫[1]:147。
- 5月25日——美國公使柔克義訪晤督辦粵漢、川漢鐵路大臣張之洞，提出美國加入英、法、德三國對川漢鐵路借款之要求[1]:147。

### 6月
- 6月6日——督辦粵漢、川漢鐵路大臣張之洞與英、法、德之上海德華銀行、倫敦滙豐銀行、巴黎東方滙理銀行在北京訂立《湖北湖南兩省境內粵漢鐵路、鄂境川漢鐵路（湖廣路）借款草合同》，款額550萬英鎊[1]:148。
- 6月11日——清廷以禮部尚書葛寶華署法部尚書[1]:148。
- 6月13日——江蘇省諮議局研究會在南京召開，到各縣議員230餘人，舉張謇為會長[1]:148。
- 6月20日——孫中山抵法國馬賽，轉往巴黎[1]:148。
- 6月22日——清廷以江蘇布政使瑞澂為江蘇巡撫[1]:148。
- 6月23日——清廷以陝甘總督升允奏阻立憲，並即懇請開缺，迹近負氣，殊屬非是，着照所請，即行開缺[1]:148。
- 6月27日——駐藏辦事大臣聯豫、幫辦大臣溫宗堯會奏籌辦西藏事宜，列舉開商埠、練新兵、興學堂、墾荒地、開礦山五端，並請添參議一員駐後藏[1]:149。
- 6月28日——清廷調兩江總督端方為直隸總督兼北洋大臣，未到任前以外務部會辦大臣那桐署理，調兩廣總督張人駿為兩江總督兼南洋大臣，未到任前着江寧布政使樊增祥護理，以山東巡撫袁樹勳署兩廣總督，未到任前着廣東布政使胡湘林護理[1]:149。

### 7月
- 貴州自治學社機關報《西南日報》創刊[1]:152。
- 7月4日——華文《美洲少年》周刊在美國舊金山創刊，主編溫雄飛，㰻吹革命，抨擊君主立憲[1]:149。
- 7月7日——清廷開復故革戶部尚書、協辦大學士翁同龢原官[1]:149。
- 7月8日——專使美國大臣唐紹儀回到北京[1]:149。
- 7月12日——梁啟超致書其弟仲策論時局，謂「兄年來研究政治問題愈多，益信中國前途非歸我而執政，莫能振救。然使更遲五年，則雖舉我聽政，亦無能為矣」[1]:150。
- 7月15日——清廷頒詔，依據憲政編查館奏定憲法大綱所載，清帝溥儀為大清帝國統率陸海軍大元帥，未親裁大政前暫由攝政王代理，並着先行專設軍諮處通籌全國陸海各軍事宜，即着貝勒毓朗管理軍諮處事務；清廷以毓朗現派管理軍諮處事務，着開去專司訓練禁衛軍大臣，以鎮國將軍載搏繼任；清廷派郡王銜貝勒載洵（載灃之弟）、提督薩鎮冰充籌辦海軍大臣[1]:150。
- 7月16日——清廷添派郡王銜貝勒載濤管理軍諮處事務，又諭貝勒毓朗仍留專司訓練禁衛軍大臣之差，以資熟手[1]:151。
- 7月21日——孫中山在巴黎活動借款不成，是日抵比利時首都布魯賽爾[1]:151。孫中山抵布魯塞爾，馬君武前往迎接[3]:54。
- 7月23日——清廷准慶親王奕劻開去管理陸軍部事務[1]:151。
- 7月25日——清廷實授程德全為奉天巡撫，陳昭常為吉林巡撫，周樹模為黑龍江巡撫[1]:151。
- 7月27日——駐藏大臣兼川滇邊務大臣趙爾豐出兵征討川藏軍事重鎮格德土司之亂，是日討平，將格德全境收歸政府直轄，設官治理[1]:152。

### 8月
- 8月2日——清廷着開去呂海寰督辦津浦鐵路大臣，派郵傳尚書徐世昌督辦津浦鐵路事宜[1]:152。
- 8月3日——《民呼日報》被搜查，主筆于右任、陳飛卿在上海被捕[1]:152。
- 8月4日——張人駿奏報，日人占據東沙島，現已據理力爭，即可將該島收回，又查有西沙島共有15處業已逐一命名，以便書碑，島產有礦砂，擬即設廠開採，清廷命袁樹勳妥籌布置；外務部以日兵於7月26日由朝鮮會寧渡江越界向延吉添兵運械事，照會伊集院提出抗議，請迅速撤回該處日兵[1]:152。
- 8月7日——孫中山自布魯塞爾抵達倫敦[1]:153。
- 8月16日——中國同盟會會員謝心准、周之楨等在新加坡創刊《星洲晨報》；《圖畫日報》在上海創刊，上海環球社發行，1910年8月停刊，共出404期[1]:154。
- 8月28日——清廷派南洋大臣、兩江總督張人駿為南洋勸業會會長，並着各督撫籌辦會出口各事，所有賽品，准其分別豁免税厘[1]:155。

### 9月
- 9月至10月——陶成章抵檳城，聯合李燮和等七八人，以七省同志名義，起草一份《孫文罪狀》（《七省同盟會員意見書》），羅列罪狀21條，要求開除孫中山總理之名，發表罪狀，遍告海內外，同時章太炎刊發《偽〈民報〉檢舉狀》，配合陶成章攻擊孫中山[1]:158。
- 9月4日——籌辦海軍大臣載洵、薩鎮冰抵福州視察，9月9日抵達廣州；外務部尚書梁敦彥與日使伊集院在北京簽訂《圖門江中韓界務條款》，凡七款，規定「圖門江為中韓兩國邊界，其江源地方自定界碑起至石乙水為界」[1]:155。
- 9月5日——清廷命四川總督趙爾巽傳諭達賴喇嘛，准由德格取道察台回藏，勿得任意繞行，致多滋擾[1]:155。
- 9月9日——孫中山在倫敦訪問日本駐英大使館山座圓次郎參事官，希望日本政府許可回到日本寄住，遭拒[1]:156。
- 9月15日——清廷以泄露交涉機密為由，諭飭民政部封禁《北京國報》、《中央大同日報》兩報館[1]:157。
- 9月16日——江蘇省諮議局開會，張謇當選為議長[1]:157。
- 9月23日——清廷以候補內閣學士李家駒協理資政院事務[1]:157。
- 9月24日——京張鐵路全線通車，全長177公里，歷4年修成[1]:157。
- 9月28日——雲南陸軍講武堂在昆明成立，高爾登任總辦，李根源任監督[1]:158。

### 10月
- 中國同盟會南方支部在香港成立，以胡漢民為支部長[1]:161。
- 10月2日——京張鐵路通車典禮在南口舉行，到中外來賓萬餘人，郵傳部尚書徐世昌、工程師詹天佑等發表演説[1]:159。
- 10月3日——《民呼日報》被查禁後，是日改名《民籲日報》在上海發刊，以「提倡國民精神，痛陳民生利病，保存國粹，講求實學為宗旨」，范源仙為社長，仍由于右任實際負責[1]:159。
- 10月4日——內閣大學士張之洞在北京病逝，10月6日清廷諭張之洞謚文襄公，晉贈太保，賞銀3,000兩治喪[1]:159。
- 10月5日——署兩廣總督袁樹勳與日本代領事瀨川簽訂東沙島協定，日本承認東沙島為中國領土，中國付給日本廣東毫銀19萬元[1]:159。
- 10月6日——上海《民籲日報》發表于右任撰寫之社論《中國改革談》，揭露清政府實行新政以來官吏昏暴、人民受苦之狀況依然如故：「吾然後知政府之所謂改革者，不過欲借此名目收攬人心，使不為黨人所煽惑」；清廷以熱河都統廷杰為法部尚書，未到任以前以法部左侍郎紹昌暫行署理[1]:159。
- 10月7日——清廷命將粵漢鐵路、鄂境川漢鐵路事宜歸郵傳部接辦；清廷調察哈爾都統誠勳為熱河都統，以禮部尚書溥良為察哈爾都統，以鑲紅旗蒙古都統葛寶華為禮部尚書[1]:159-160。
- 10月8日——兩廣總督袁樹勳電外務部，報告與日本商議收回東沙島條款情形，並定10月11日劃押互換[1]:160。
- 10月13日——清廷降諭告戒各省諮議局議員，于地方利弊情形切實指陳，妥善計劃，各督撫尤應實行監督，務使議決事件不得逾越權限，違背法律[1]:160。
- 10月14日——各省諮議局開幕，全國22省，除新疆緩辦外，其餘21省諮議局均於是日開幕，是為中國有地方議會之始[1]:160。
- 10月18日——外務部奏准批准海牙各國保和會條約[1]:160。
- 10月20日——清廷以四川總督趙爾巽兼署成都將軍[1]:161。
- 10月22日——前韓國統監日本人伊藤博文來華游歷東三省，是日抵達奉天，10月23日東三省總督錫良會晤伊藤博文，10月26日伊藤博文在哈爾濱為韓國志士安重根擊斃[1]:161。
- 10月29日——孫中山函告南洋同盟會會員在歐洲借款未達目的，將於明日起程往美國；學部奏陳開辦編訂名詞館，派嚴復為總纂[1]:161。
- 10月30日——孫中山自倫敦前赴美國[1]:161。

### 11月
- 11月2日——清廷授協辦大學士鹿傳霖為大學士，命吏部尚書陸潤庠協辦大學士，11月6日又授鹿傳霖為體仁閣大學士[1]:161。
- 11月7日——黃興自東京復函孫中山，反對陶成章、章太炎在東京之分裂活動，同日黃興致函美洲各埠中文報社，為孫中山赴美活動掃清障礙，略謂：「望我各位同志乘孫君此次來美，相與同心協力，以謀團體之進步，致大業於成功，是所盼禱。」[1]:162
- 11月8日——孫中山自倫敦赴美國，是日抵紐約，此行任務是在美國建立同盟會，籌集大款，以謀國內大舉[1]:162。
- 11月12日——清廷命駐藏辦事大臣聯豫切實開導達賴喇嘛，曉以利害，俾令感悟，免生事端[1]:162。
- 11月17日——駐藏辦事大臣聯豫、幫辦大臣溫宗堯電外務部稱，達賴調兵抗阻，開導無效，已飭四川陸軍標統鍾穎率兵從速入藏[1]:163。
- 11月18日——各省諮議局代表集議上海，開請願國會代表團談話會，到奉天、吉林、直隸、陝西、山西、山東、河南、湖南、湖北、江西、安徽、福建、廣東、廣西、江蘇16省55名，江蘇省諮議局議長張謇發起，商議請願速開國會事宜[1]:163。
- 11月19日——上海《民籲日報》連續發表報道及評論揭露日本侵華陰謀，駐上海日本領事照會上海道蔡乃煌提出抗議，是日該報被查封，主筆范鴻仙被傳訊[1]:163。
- 11月20日——清廷賞加協辦大學士榮慶太子太保銜，大學士鹿傳霖太子太保銜[1]:163。
- 11月中旬——孫中山函覆同盟會會員張繼，斷然拒絕來函所提退隱深山，及布告天下辭退中國同盟會總理之兩項要求[1]:163。
- 11月23日——清廷命直隸總督端方即行革職，調陳夔龍為直隸總督兼北洋大臣，以瑞澂署湖廣總督；清廷以江蘇巡撫瑞澂署湖廣總督，調山西巡撫寶棻為江蘇巡撫，以山西布政使丁寶銓為山西巡撫，實授孫寶琦為山東巡撫[1]:163。
- 11月25日——孫中山自紐約覆吳稚暉函，告以抵埠以來，美洲東方一帶，革命形勢漸有轉機，並表示擬重新組織團體，以便在歐洲仿行[1]:164。
- 11月26日——孫中山致比利時同盟會會員函，告以美各埠康梁保皇黨「人心大為瓦解」，指示預防之辦法，使康梁不回北京為患於革命黨；庫倫辦事大臣延祉因病解職，清廷以歸化城副都統三多署庫倫辦事大臣[1]:164。
- 11月28日——各省諮議局代表在上海會議結束，通過10項議案，舉孫洪伊（領銜代表）等26人進北京請願速開國會，於二年內召集之，明年先開臨時會一次；雲南按察使湯壽潛奏陳存亡大計，治標之策四：提早國會、急籌公債、聯盟美國、鋭意斷髮，治本之策四：注重典學、獨斷用人、通籌財政、議決幣制，清廷命政務處議奏；《神京白話報》因刊載清宮廷大事傳聞被封禁[1]:164-165。
- 11月29日——大學士、資政院總裁孫家鼐在北京病逝，次日清廷諭贈孫家鼐謚文正，晉贈太傅，賞銀3,000兩治喪[1]:165。

### 12月
- 汪精衛偕黎仲實、喻培倫、陳璧君赴北京，設守真照相館於琉璃廠為掩護，策劃暗殺清廷首要[1]:167。
- 浙江實業銀行在上海創立，官商合辦，實收資本2億元，旋於杭州、漢口設立分行[1]:167-168。
- 12月1日——四川總督趙爾巽電告外務部：川兵已到察台，藏兵甚多，必有梗阻，趙爾豐現已親赴察台，督率籌劃，設有阻遏，擬前進驅剿[1]:165。
- 12月4日——孫中山覆函吳稚暉，談陶成章、章太炎之謠言攻擊及其應付之辦法，指出應蓄養革命黨之勢力，舍此無他法[1]:165。
- 12月7日——達賴喇嘛派人至江孜托英商務委員代發電致英、俄、日、法駐京公使，抗議清廷派大批軍隊入藏，要求撤退川軍；西藏公會電外務部，請輔助佛教，撤回聯、趙及其入藏川兵，否則藏眾必將反叛[1]:165。
- 12月11日——四川總督趙爾巽電告外務部，藏人在察台外聚兵阻抗，如理諭不從，只得遵旨驅剿[1]:165。
- 12月13日——孫中山致吳稚暉函，請其在巴黎《新世紀》雜誌對章太炎發表於《日華新報》之論文再加評論，使人不為所惑[1]:165。
- 12月14日——駐藏辦事大臣聯豫奏陳達賴喇嘛決意攔阻川軍入藏，請飭趙爾巽、趙爾豐速撥邊軍為後援，並嚴防俄人私濟軍火[1]:166。
- 12月16日——孫中山自紐約抵達波士頓，在華僑中宣傳革命並籌款；清廷頒詔擬定皇太后徽號曰隆裕皇太后；章太炎攻擊孫中山之《檢舉狀》業已見諸報端，是日孫中山再函吳稚暉，請《新世紀》雜誌全文轉載，並加以公評[1]:166。
- 12月18日——聯豫、溫宗堯電清廷稱，達賴欲圖自立，聯豫事事欲挽主權，遂至積不相能[1]:166。
- 12月21日——達賴喇嘛抵達拉薩[1]:166。
- 12月23日——美國人布思接容閎電報：孫逸仙到紐約，請與荷馬李一同前來紐約或哈特福德會商，旋布思覆函容閎，告以荷馬李生病，請容閎偕孫西來洛杉磯晤聚[1]:166。
- 12月24日——孫中山自波士頓返抵達紐約[1]:167。
- 12月25日——孫中山在紐約設立「美東同盟會」（同盟會紐約分會），趙公璧等16人入會，公推周植生為會長，此係美洲第一個中國同盟會分會；孫中山自紐約函覆中國同盟會會員王子匡，告以聯絡商、學界組織團體事[1]:167。
- 12月28日——上午，上海中國公學開會歡迎各省諮議局代表，下午浙江旅滬學會與江蘇教育總會招待16省請願國會代表，決定12月30日前赴北京，設通訊總機關於上海，每年6月，各省諮議局選派代表赴上海商討共同問題，以謀一致；候補四品京堂勞乃宣奏請推行京師拼音官話書報社所定官話字母[1]:167。